# Эйдука, Патриция
Патриция Эйдука (лат. Patrīcija Eiduka) — латвийская лыжница. 

## Карьера
В 2016 году Патриция Эйдука приняла участие в юношеских Олимпийских играх, где лучшим для неё выступлением стало 21-е место в гонке на 5 км свободным стилем. Год спустя дебютировала на взрослом чемпионате мира, где в квалификации спринтерских соревнований показала 56-е время.
В январе 2018 года на юниорском чемпионате мира стала 10-й в спринте, что является лучшим результатом для латвийских спортсменов на этом уровне. Также 18-летняя спортсменка была включена в состав делегации своей страны на Олимпийские игры в Пхёнчхане, где приняла участие в двух дисциплинах: в прологе спринта стала 62-й, а гонку с раздельным стартом на 10 км завершила 44-й, что на то время стало наивысшим достижением латвийских лыжников на Играх.
В ноябре 2018 года дебютировала на Кубке мира: в квалификационном спринтерском забеге показала 66-е время среди 73 участниц. Первые кубковые очки завоевала в сезоне 2019/2020, финишировав 27-й в гонке с раздельным стартом на 10 км.
По результатам Тур де Ски 2021 года Эйдука поднялась на итоговое 24-е место в итоговой классификации, установив рекорд для спортсменов своей страны в этой престижной многодневке, а впоследствии дважды обновила его, став 14-й и 8-й в 2023 и 2024 годах соответственно.
В феврале 2022 года на молодёжном чемпионате мира в гонке на 10 км классическим стилем с раздельным стартом Эйдука принесла первую в истории Латвии медаль мировых первенств в лыжных гонках — уступив на финише лишь 1,3 секунды победительнице из Швейцарии Ане Вебер, она завоевала «серебро».
Заняв 22-е место в общем зачёте Кубка мира сезона 2022/2023 Патриция Эйдука, также завоевала звание лучшей лыжницы мира в возрасте до 23 лет. В нескольких гонках следующего сезона спортсменка попадала в первую десятку, в том числе показав 5-е время в «гонке в гору» в рамках Тур де Ски, и по итогам соревновательного года поднялась на 17-ю строчку в генеральной классификации.
На чемпионате мира 2023 года в Планице во всех четырёх дисциплинах, в которых принимала участие, спортсменка входила в топ-20, в том числе финишировала 11-й в скиатлоне, что является лучшим результатом латвийских лыжников на мировых первенствах.

## Результаты

### Олимпийские игры
| Олимпийские игры | Спринт | Командный спринт | 10 км раздельный старт | 7,5+7,5 км скиатлон | 30 км масс-старт | Эстафета |
| ---------------- | ------ | ---------------- | ---------------------- | ------------------- | ---------------- | -------- |
| 2018 Пхёнчхан    | 62     | —                | 44                     | DNS                 | —                | —        |
| 2022 Пекин       | 32     | —                | 23                     | DNS                 | 32               | 17       |

### Чемпионаты мира по лыжным видам спорта
| Чемпионат мира  | Спринт | Командный спринт | 10 км раздельный старт | 7,5+7,5 км скиатлон | 30 км масс-старт | Эстафета |
| --------------- | ------ | ---------------- | ---------------------- | ------------------- | ---------------- | -------- |
| 2017 Лахти      | 56     | —                | —                      | —                   | —                | —        |
| 2019 Зефельд    | 36     | —                | 52                     | —                   | —                | —        |
| 2021 Оберстдорф | 43     | —                | 43                     | 38                  | —                | —        |
| 2023 Планица    | —      | —                | 19                     | 11                  | 17               | 13       |

### Кубок Мира

#### Результаты сезонов
| Сезон | Возраст |             |           |        |     | Зачёты туров   | Зачёты туров | Зачёты туров | Зачёты туров     |
| Сезон | Возраст | Общий зачёт | Дистанция | Спринт | U23 | Nordic Opening | Тур де Ски   | Ски Тур 2020 | Финал Кубка Мира |
| ----- | ------- | ----------- | --------- | ------ | --- | -------------- | ------------ | ------------ | ---------------- |
| 2019  | 19      | н/п         | н/п       | н/п    | н/п | —              | DNF          | н/д          | н/п              |
| 2020  | 20      | 111         | 79        | н/п    | 27  | 53             | DNF          | н/п          | н/д              |
| 2021  | 21      | 37          | 33        | 49     | 6   | 45             | 24           | н/д          | н/д              |
| 2022  | 22      | 66          | 48        | 50     | 9   | н/д            | DNF          | н/д          | н/д              |
| 2023  | 23      | 22          | 18        | 38     | 1   | н/д            | 14           | н/д          | н/д              |
| 2024  | 24      | 17          | 23        | 30     | н/д | н/д            | 8            | н/д          | н/д              |